# Reliant Rialto
De Reliant Rialto was een driewielige miniklasse-auto die de Reliant Motor Company van 1981 tot 1998 produceerde als opvolger van de Reliant Robin. 

## Geschiedenis
Toen de verkoop van de Robin eind jaren zeventig inzakte, werd een modernere opvolger met wigvormige kunststofcarrosserie en de rechthoekige koplampen van de Austin Metro ontworpen. Het chassis werd gegalvaniseerd voor betere roestpreventie. De viercilinder lijnmotor met een cilinderinhoud van 848 cm³ leverde 40 pk (29,8 kW) bij een compressie van 9,5:1. Eind 1981 verscheen de sedan voor een prijs van £ 2.974, de bestelwagen ("van") kostte £ 2.769. De jaarlijkse autobelasting voor een Rialto in Groot-Brittannië was £ 28 versus £ 70 voor een vierwielige Mini.

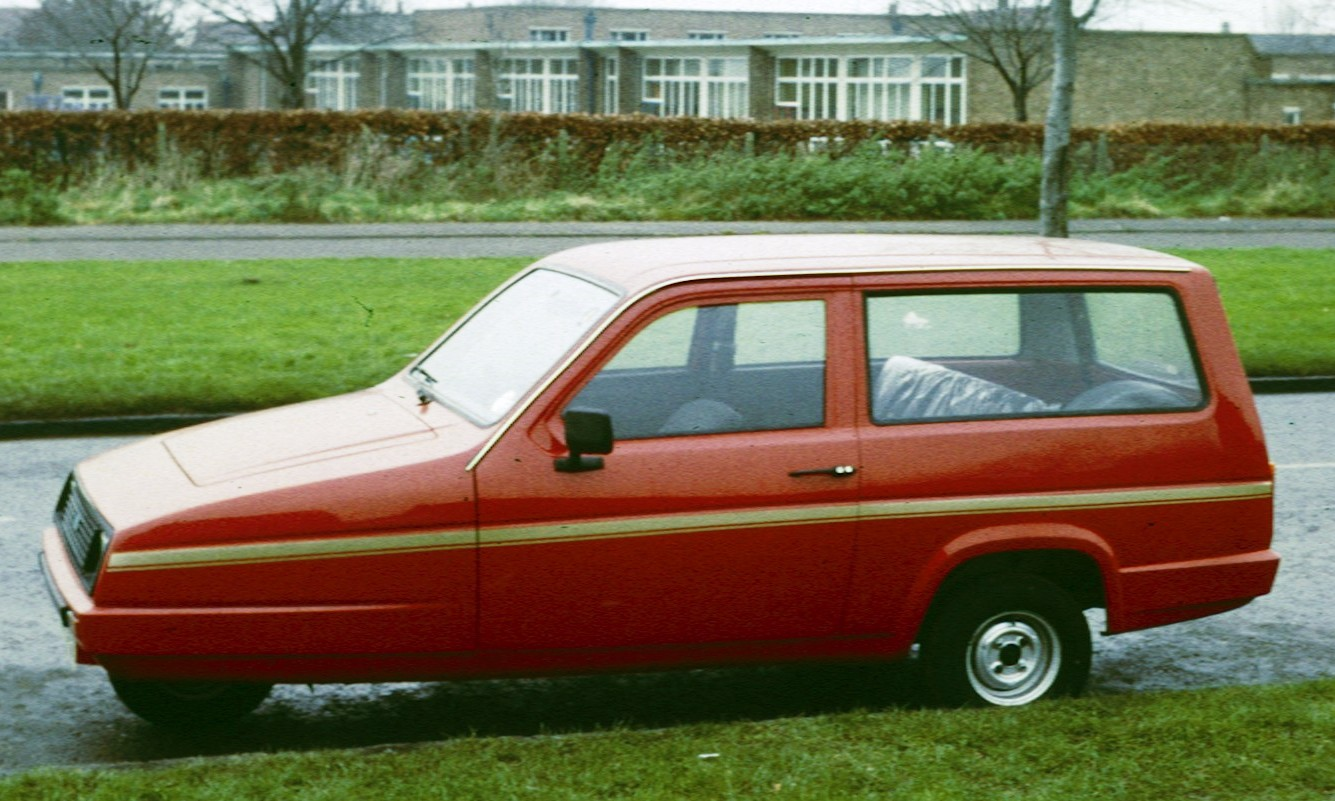
Reliant Rialto Estate

Al in maart 1983 verscheen de Rialto 2 met "HT-E"-motor, waarvan de compressie was verhoogd tot 10,5:1. Deze was zuiniger dan zijn voorganger ("E" stond voor Economy) maar leverde slechts 37,5 pk (27,6 kW).
In september 1986 verscheen met de "GLS" voor het eerst een driedeurs hatchback-uitvoering, die weer de bekende motor met 40 pk (29,8 kW) had. Deze was ook completer uitgevoerd dan de basisversie en werd in Nederland in 1988 aangeboden voor 23.345 Nederlandse gulden.
Desondanks moest de fabriek vaststellen dat de belangstelling voor de Rialto minder groot was dan voorheen voor de Robin. In 1989 bracht de fabriek daarom een nieuwe Robin Mk2 uit, welke naast de Rialto werd aangeboden. De Rialto werd beschouwd als de nobele versie van de driewieler en werd nog tot 1998 geproduceerd naast de meer gewilde Robin.